# 塔韦勒
塔韦勒（法語：Tavel，法語發音：[tavɛl]）是法国加尔省的一个市镇，属于尼姆区。

## 地理
塔韦勒（44°0'41"N, 4°42'0"E）面积19.96 平方千米，位于法国奧克西塔尼大區加尔省，该省份为法国南部沿海省份，南端濒地中海，北起顺时针与阿尔代什省、沃克吕兹省、罗讷河口省、埃罗省、阿韦龙省和洛泽尔省接壤。
与塔韦勒接壤的市镇（或旧市镇、城区）包括：罗谢福尔迪加尔、利拉克、皮若、罗克莫尔、圣维克托拉科斯特。

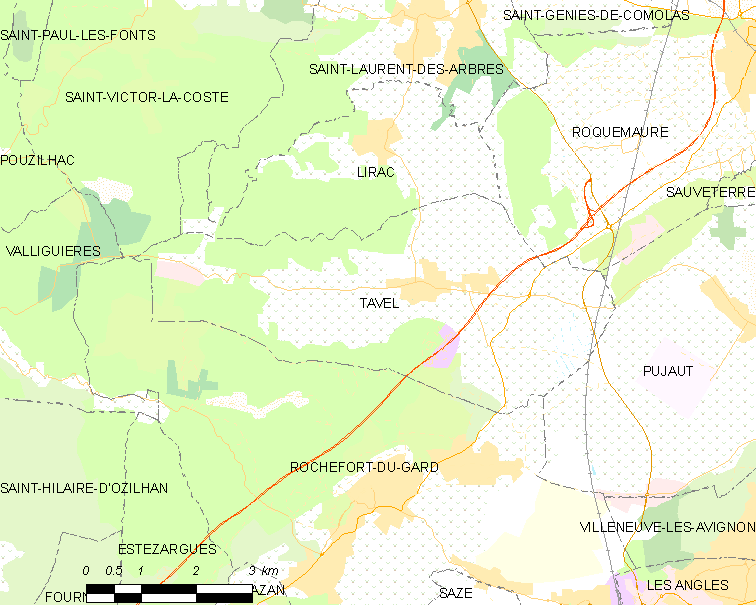
塔韦勒的OSM定位图

塔韦勒的时区为UTC+01:00、UTC+02:00（夏令时）。

## 行政
塔韦勒的邮政编码为30126，INSEE市镇编码为30326。

## 政治
塔韦勒所属的省级选区为罗克莫尔县。

## 人口

1962-2008年间塔韦勒人口变化图示

塔韦勒于2022年1月1日时的人口数量为2032人。